# ناردين صغير أشعر
ناردين صغير أشعر (الاسم العلمي: Valerianella hirsutissima) هو نوع من النباتات يتبع جنس الناردين الصغير من فصيلة معزية الورق.